# Luise Ulrike von Preußen

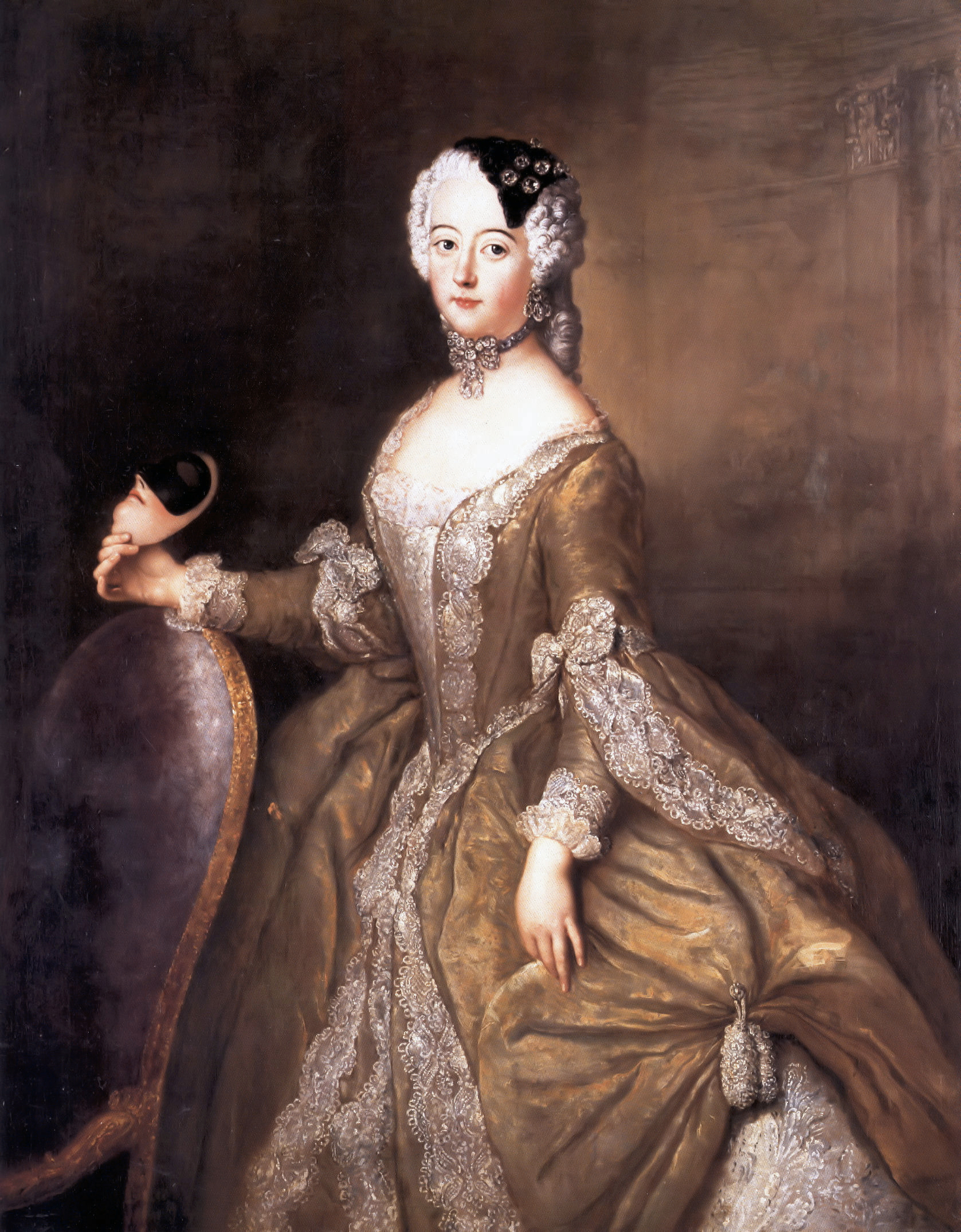
Luise Ulrike von Preußen mit Maske, Porträt von Antoine Pesne, um 1744

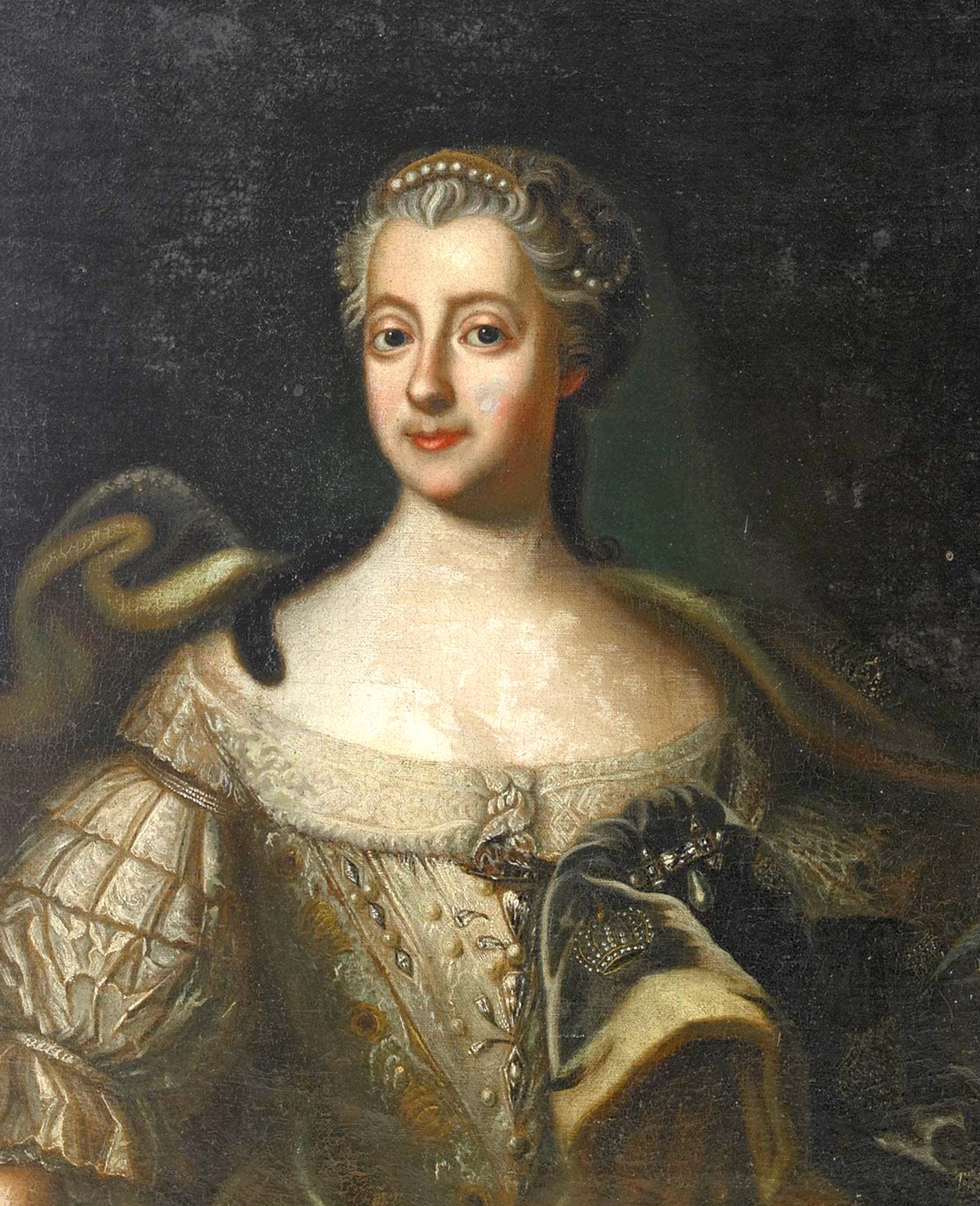
Luise Ulrike von Preußen, Porträt von Carl Fredrich Brander.

Luise Ulrike von Preußen, Gemälde von Lorens Pasch d. J.

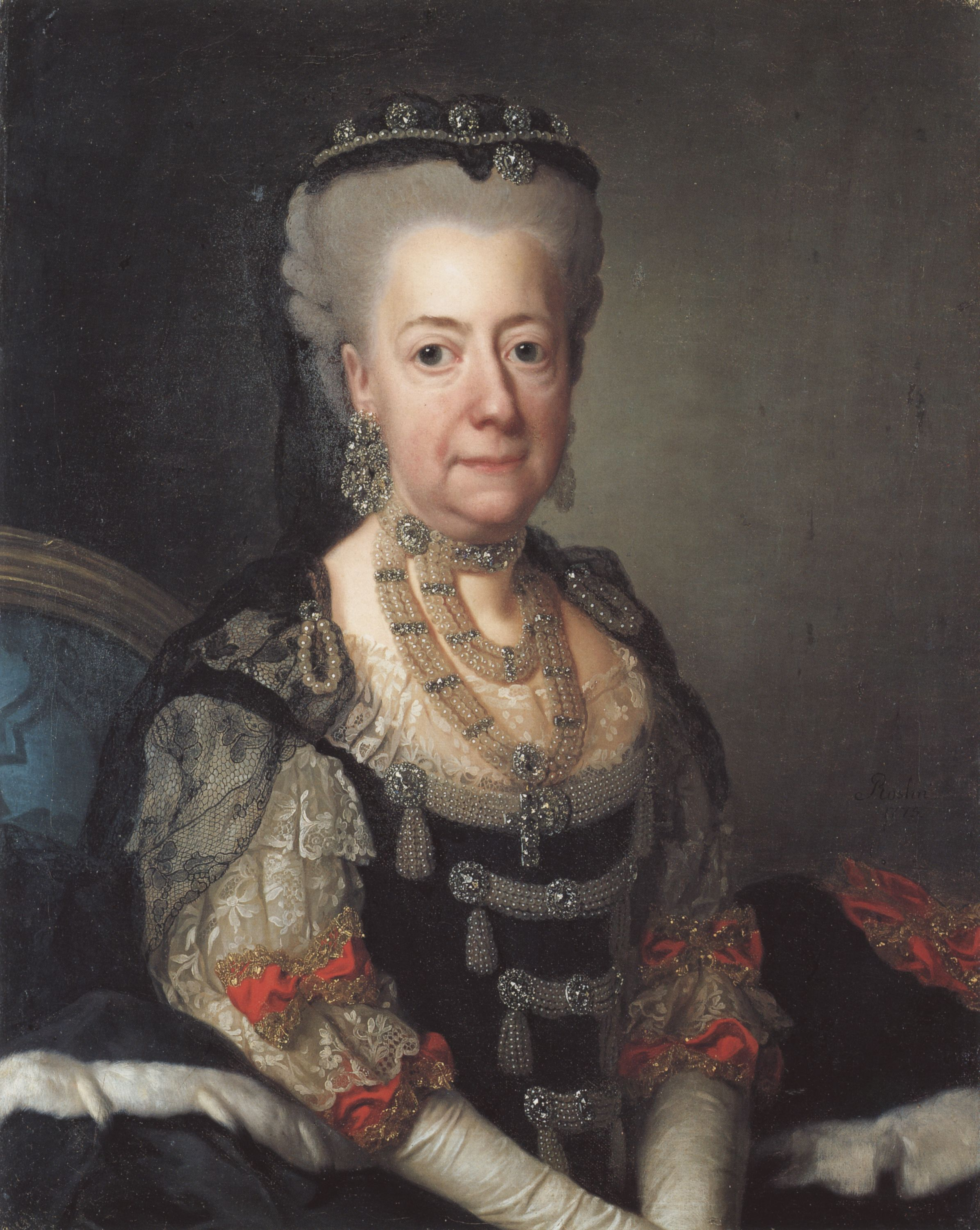
Luise Ulrike von Preußen als Witwe, Gemälde von Alexander Roslin, 1775

Luise Ulrike von Preußen (* 24. Juli 1720 in Berlin; † 16. Juli 1782 auf Schloss Svartsjö in Schweden) war preußische Prinzessin und ab 1751 Königin von Schweden.

## Leben
Luise Ulrike von Preußen wurde am 24. Juli 1720 als Tochter von Friedrich Wilhelm I., König in Preußen, und dessen Gattin Sophie Dorothea von Hannover in Berlin geboren. Sie war die fünfte von sechs Schwestern Friedrichs II. von Preußen und gehörte später als Königin von Schweden zu seinen einflussreichsten Geschwistern. Im Gegensatz zu den ältesten Kindern des Soldatenkönigs zeigte die als überaus lebhaft geschilderte Prinzessin schon früh ein Interesse für alles Militärische und erntete damit die Sympathie des Vaters, während sie von ihrer Mutter als die einzige Tochter bezeichnet wurde, der sie „nie etwas habe abschlagen können“.

### Kronprinzessin und Königin von Schweden
Im Alter von vierundzwanzig Jahren heiratete Luise Ulrike (schwedisch: Lovisa Ulrika) auf Wunsch ihres Bruders Friedrich II. am 29. August 1744 den schwedischen Kronprinzen Adolf Friedrich aus dem Hause Holstein-Gottorp, der im Jahre 1751 zum König von Schweden gewählt wurde und als König Adolf Friedrich den Thron bestieg. In ihrem Schloss in Drottningholm hielt die geistvolle und kultivierte Monarchin einen glänzenden Hof, der deutlich unter dem Einfluss des kunstsinnigen Bruders sowie des damals maßgeblichen Frankreich stand. Dennoch fiel es der von Zeitgenossen gelegentlich als herrschsüchtig charakterisierten Luise Ulrike schwer, sich mit ihrer neuen Umgebung und deren Bewohnern zu identifizieren.
Bereits 1747 hatte Friedrich II. ein Bündnis mit Schweden geschlossen, dem er im Falle einer Bedrohung durch Russland zu Hilfe kommen wollte. Auch an seinen eigenen Kriegserfahrungen ließ er die Schwester durch einen umfangreichen Briefwechsel, dessen Tonfall eine innige Beziehung verrät, teilhaben.

### Missglückter Staatsstreich
Nach der Thronbesteigung ihres Gatten im Jahre 1751 bildete sich um sie und den König eine Hofpartei, anfänglich aus den nächsten Freunden des Paares innerhalb der hohen Aristokratie sowie einigen Personen aus literarischen und künstlerischen Kreisen, die aufgrund des starken Kunstinteresses der Königin gewonnen werden konnten. Später schlossen sich auch mehrere Offiziere und Staatsdiener an, die sich mit den etablierten Parteien verworfen hatten oder die sich persönliche Vorteile erhofften. Die Hofpartei war nicht vergleichbar mit den zwei etablierten Parteien, den Hüten und Mützen. Es bestand keine tiefere Verflechtung mit einem der Stände, und es gab kein politisches oder wirtschaftliches Programm. Es existierten lediglich eine prinzipielle Ablehnung der parlamentarischen Verfassung und das Bestreben, die Königsmacht zu stärken.
Beim Ständereichstag von 1751/1752 konnte die Hofpartei einige Vorteile für das Königspaar erzielen, ohne dass eine grundlegende Verschiebung der Machtverhältnisse zustande kam. Danach spitzte sich der Konflikt zwischen der Hofpartei und der im Parlament dominierenden und von dem 1755 zum Landmarschall gewählten Fredrik Axel von Fersen angeführten Hutpartei immer mehr zu. Er kulminierte 1756 in einem missglückten Staatsstreich von Luise Ulrikes engsten Verbündeten. Die Umsturzpläne wurden frühzeitig aufgedeckt, und mehrere Mitglieder der Hofpartei wurden zum Tode verurteilt und hingerichtet oder zur Emigration gezwungen. Die Königin selbst erhielt eine ernste Ermahnung vom Parlament.
Die Königin wurde dann auch für die schwedische Operngeschichte aktiv und ließ das noch heute bestehende Schlosstheater Drottningholm bauen.

### Letzte Jahre
Nach achtundzwanzigjähriger Abwesenheit kehrte Luise Ulrike auf Drängen des Bruders erstmals 1771, nach dem Tod ihres Mannes, wieder in ihre preußische Heimat zurück und wurde während eines achtmonatigen Aufenthalts, trotz ihres gelegentlich zu Bitterkeit neigenden Wesens, mit Aufmerksamkeiten überschüttet.
Das Verhältnis zu ihrem ältesten Sohn Gustav III., der kurz nach seiner Thronbesteigung einen gegen die Macht der Stände gerichteten Staatsstreich durchführte, blieb gespannt.

## Nachkommen
Ulrike und Adolf Friedrich hatten folgende Kinder:
- Gustav III. (* 24. Januar 1746; † 29. März 1792), König von Schweden
- Karl XIII. (* 7. Oktober 1748; † 5. Februar 1818), König von Schweden
- Friedrich Adolf (* 18. Juli 1750; † 12. Dezember 1803), Herzog von Ostergötland
- Sophie Albertine (* 8. Oktober 1753; † 17. März 1829), Prinzessin von Schweden

## Vorfahren
| Georg Wilhelm (Kurfürst von Brandenburg, Herzog in Preußen) ⚭ Elisabeth Charlotte | Georg Wilhelm (Kurfürst von Brandenburg, Herzog in Preußen) ⚭ Elisabeth Charlotte | Georg Wilhelm (Kurfürst von Brandenburg, Herzog in Preußen) ⚭ Elisabeth Charlotte | Georg Wilhelm (Kurfürst von Brandenburg, Herzog in Preußen) ⚭ Elisabeth Charlotte | Georg Wilhelm (Kurfürst von Brandenburg, Herzog in Preußen) ⚭ Elisabeth Charlotte | Georg Wilhelm (Kurfürst von Brandenburg, Herzog in Preußen) ⚭ Elisabeth Charlotte |                                    |                                    | Friedrich Heinrich (Statthalter der Vereinigten Niederlande) ⚭ Amalie | Friedrich Heinrich (Statthalter der Vereinigten Niederlande) ⚭ Amalie | Friedrich Heinrich (Statthalter der Vereinigten Niederlande) ⚭ Amalie | Friedrich Heinrich (Statthalter der Vereinigten Niederlande) ⚭ Amalie | Friedrich Heinrich (Statthalter der Vereinigten Niederlande) ⚭ Amalie | Friedrich Heinrich (Statthalter der Vereinigten Niederlande) ⚭ Amalie |                                   |                                   | Georg (Fürst von Calenberg) ⚭ Anna Eleonore           | Georg (Fürst von Calenberg) ⚭ Anna Eleonore           | Georg (Fürst von Calenberg) ⚭ Anna Eleonore           | Georg (Fürst von Calenberg) ⚭ Anna Eleonore           | Georg (Fürst von Calenberg) ⚭ Anna Eleonore           | Georg (Fürst von Calenberg) ⚭ Anna Eleonore           |                                |                                | Friedrich V. (Kurfürst von der Pfalz, König von Böhmen) ⚭ Elisabeth Stuart | Friedrich V. (Kurfürst von der Pfalz, König von Böhmen) ⚭ Elisabeth Stuart | Friedrich V. (Kurfürst von der Pfalz, König von Böhmen) ⚭ Elisabeth Stuart | Friedrich V. (Kurfürst von der Pfalz, König von Böhmen) ⚭ Elisabeth Stuart | Friedrich V. (Kurfürst von der Pfalz, König von Böhmen) ⚭ Elisabeth Stuart | Friedrich V. (Kurfürst von der Pfalz, König von Böhmen) ⚭ Elisabeth Stuart |                                        |                                        | Georg (Fürst von Calenberg) ⚭ Anna Eleonore                | Georg (Fürst von Calenberg) ⚭ Anna Eleonore                | Georg (Fürst von Calenberg) ⚭ Anna Eleonore                | Georg (Fürst von Calenberg) ⚭ Anna Eleonore                | Georg (Fürst von Calenberg) ⚭ Anna Eleonore                | Georg (Fürst von Calenberg) ⚭ Anna Eleonore                |  |  | Alexandre Desmier ⚭ Jacquette Poussard | Alexandre Desmier ⚭ Jacquette Poussard | Alexandre Desmier ⚭ Jacquette Poussard | Alexandre Desmier ⚭ Jacquette Poussard | Alexandre Desmier ⚭ Jacquette Poussard | Alexandre Desmier ⚭ Jacquette Poussard |  |  |  |  |  |  |  |  |  |  |  |  |  |  |  |  |  |  |  |  |  |  |  |  |  |  |  |  |  |  |  |  |  |  |  |  |
| Georg Wilhelm (Kurfürst von Brandenburg, Herzog in Preußen) ⚭ Elisabeth Charlotte | Georg Wilhelm (Kurfürst von Brandenburg, Herzog in Preußen) ⚭ Elisabeth Charlotte | Georg Wilhelm (Kurfürst von Brandenburg, Herzog in Preußen) ⚭ Elisabeth Charlotte | Georg Wilhelm (Kurfürst von Brandenburg, Herzog in Preußen) ⚭ Elisabeth Charlotte | Georg Wilhelm (Kurfürst von Brandenburg, Herzog in Preußen) ⚭ Elisabeth Charlotte | Georg Wilhelm (Kurfürst von Brandenburg, Herzog in Preußen) ⚭ Elisabeth Charlotte |                                    |                                    | Friedrich Heinrich (Statthalter der Vereinigten Niederlande) ⚭ Amalie | Friedrich Heinrich (Statthalter der Vereinigten Niederlande) ⚭ Amalie | Friedrich Heinrich (Statthalter der Vereinigten Niederlande) ⚭ Amalie | Friedrich Heinrich (Statthalter der Vereinigten Niederlande) ⚭ Amalie | Friedrich Heinrich (Statthalter der Vereinigten Niederlande) ⚭ Amalie | Friedrich Heinrich (Statthalter der Vereinigten Niederlande) ⚭ Amalie |                                   |                                   | Georg (Fürst von Calenberg) ⚭ Anna Eleonore           | Georg (Fürst von Calenberg) ⚭ Anna Eleonore           | Georg (Fürst von Calenberg) ⚭ Anna Eleonore           | Georg (Fürst von Calenberg) ⚭ Anna Eleonore           | Georg (Fürst von Calenberg) ⚭ Anna Eleonore           | Georg (Fürst von Calenberg) ⚭ Anna Eleonore           |                                |                                | Friedrich V. (Kurfürst von der Pfalz, König von Böhmen) ⚭ Elisabeth Stuart | Friedrich V. (Kurfürst von der Pfalz, König von Böhmen) ⚭ Elisabeth Stuart | Friedrich V. (Kurfürst von der Pfalz, König von Böhmen) ⚭ Elisabeth Stuart | Friedrich V. (Kurfürst von der Pfalz, König von Böhmen) ⚭ Elisabeth Stuart | Friedrich V. (Kurfürst von der Pfalz, König von Böhmen) ⚭ Elisabeth Stuart | Friedrich V. (Kurfürst von der Pfalz, König von Böhmen) ⚭ Elisabeth Stuart |                                        |                                        | Georg (Fürst von Calenberg) ⚭ Anna Eleonore                | Georg (Fürst von Calenberg) ⚭ Anna Eleonore                | Georg (Fürst von Calenberg) ⚭ Anna Eleonore                | Georg (Fürst von Calenberg) ⚭ Anna Eleonore                | Georg (Fürst von Calenberg) ⚭ Anna Eleonore                | Georg (Fürst von Calenberg) ⚭ Anna Eleonore                |  |  | Alexandre Desmier ⚭ Jacquette Poussard | Alexandre Desmier ⚭ Jacquette Poussard | Alexandre Desmier ⚭ Jacquette Poussard | Alexandre Desmier ⚭ Jacquette Poussard | Alexandre Desmier ⚭ Jacquette Poussard | Alexandre Desmier ⚭ Jacquette Poussard |  |  |  |  |  |  |  |  |  |  |  |  |  |  |  |  |  |  |  |  |  |  |  |  |  |  |  |  |  |  |  |  |  |  |  |  |
| Friedrich Wilhelm (Kurfürst von Brandenburg und Herzog in Preußen)                | Friedrich Wilhelm (Kurfürst von Brandenburg und Herzog in Preußen)                | Friedrich Wilhelm (Kurfürst von Brandenburg und Herzog in Preußen)                | Friedrich Wilhelm (Kurfürst von Brandenburg und Herzog in Preußen)                | Friedrich Wilhelm (Kurfürst von Brandenburg und Herzog in Preußen)                | Friedrich Wilhelm (Kurfürst von Brandenburg und Herzog in Preußen)                |                                    |                                    | Luise                                                                 | Luise                                                                 | Luise                                                                 | Luise                                                                 | Luise                                                                 | Luise                                                                 |                                   |                                   | Ernst August (Kurfürst von Hannover)                  | Ernst August (Kurfürst von Hannover)                  | Ernst August (Kurfürst von Hannover)                  | Ernst August (Kurfürst von Hannover)                  | Ernst August (Kurfürst von Hannover)                  | Ernst August (Kurfürst von Hannover)                  |                                |                                | Sophie (Kurfürstin von Hannover)                                           | Sophie (Kurfürstin von Hannover)                                           | Sophie (Kurfürstin von Hannover)                                           | Sophie (Kurfürstin von Hannover)                                           | Sophie (Kurfürstin von Hannover)                                           | Sophie (Kurfürstin von Hannover)                                           |                                        |                                        | Georg Wilhelm (Fürst von Lüneburg)                         | Georg Wilhelm (Fürst von Lüneburg)                         | Georg Wilhelm (Fürst von Lüneburg)                         | Georg Wilhelm (Fürst von Lüneburg)                         | Georg Wilhelm (Fürst von Lüneburg)                         | Georg Wilhelm (Fürst von Lüneburg)                         |  |  | Eleonore d’Olbreuse                    | Eleonore d’Olbreuse                    | Eleonore d’Olbreuse                    | Eleonore d’Olbreuse                    | Eleonore d’Olbreuse                    | Eleonore d’Olbreuse                    |  |  |  |  |  |  |  |  |  |  |  |  |  |  |  |  |  |  |  |  |  |  |  |  |  |  |  |  |  |  |  |  |  |  |  |  |
| Friedrich Wilhelm (Kurfürst von Brandenburg und Herzog in Preußen)                | Friedrich Wilhelm (Kurfürst von Brandenburg und Herzog in Preußen)                | Friedrich Wilhelm (Kurfürst von Brandenburg und Herzog in Preußen)                | Friedrich Wilhelm (Kurfürst von Brandenburg und Herzog in Preußen)                | Friedrich Wilhelm (Kurfürst von Brandenburg und Herzog in Preußen)                | Friedrich Wilhelm (Kurfürst von Brandenburg und Herzog in Preußen)                |                                    |                                    | Luise                                                                 | Luise                                                                 | Luise                                                                 | Luise                                                                 | Luise                                                                 | Luise                                                                 |                                   |                                   | Ernst August (Kurfürst von Hannover)                  | Ernst August (Kurfürst von Hannover)                  | Ernst August (Kurfürst von Hannover)                  | Ernst August (Kurfürst von Hannover)                  | Ernst August (Kurfürst von Hannover)                  | Ernst August (Kurfürst von Hannover)                  |                                |                                | Sophie (Kurfürstin von Hannover)                                           | Sophie (Kurfürstin von Hannover)                                           | Sophie (Kurfürstin von Hannover)                                           | Sophie (Kurfürstin von Hannover)                                           | Sophie (Kurfürstin von Hannover)                                           | Sophie (Kurfürstin von Hannover)                                           |                                        |                                        | Georg Wilhelm (Fürst von Lüneburg)                         | Georg Wilhelm (Fürst von Lüneburg)                         | Georg Wilhelm (Fürst von Lüneburg)                         | Georg Wilhelm (Fürst von Lüneburg)                         | Georg Wilhelm (Fürst von Lüneburg)                         | Georg Wilhelm (Fürst von Lüneburg)                         |  |  | Eleonore d’Olbreuse                    | Eleonore d’Olbreuse                    | Eleonore d’Olbreuse                    | Eleonore d’Olbreuse                    | Eleonore d’Olbreuse                    | Eleonore d’Olbreuse                    |  |  |  |  |  |  |  |  |  |  |  |  |  |  |  |  |  |  |  |  |  |  |  |  |  |  |  |  |  |  |  |  |  |  |  |  |
|                                                                                   |                                                                                   |                                                                                   |                                                                                   |                                                                                   |                                                                                   |                                    |                                    |                                                                       |                                                                       |                                                                       |                                                                       |                                                                       |                                                                       |                                   |                                   |                                                       |                                                       |                                                       |                                                       |                                                       |                                                       |                                |                                |                                                                            |                                                                            |                                                                            |                                                                            |                                                                            |                                                                            |                                        |                                        |                                                            |                                                            |                                                            |                                                            |                                                            |                                                            |  |  |                                        |                                        |                                        |                                        |                                        |                                        |  |  |  |  |  |  |  |  |  |  |  |  |  |  |  |  |  |  |  |  |  |  |  |  |  |  |  |  |  |  |  |  |  |  |  |  |
|                                                                                   |                                                                                   |                                                                                   |                                                                                   |                                                                                   |                                                                                   |                                    |                                    |                                                                       |                                                                       |                                                                       |                                                                       |                                                                       |                                                                       |                                   |                                   |                                                       |                                                       |                                                       |                                                       |                                                       |                                                       |                                |                                |                                                                            |                                                                            |                                                                            |                                                                            |                                                                            |                                                                            |                                        |                                        |                                                            |                                                            |                                                            |                                                            |                                                            |                                                            |  |  |                                        |                                        |                                        |                                        |                                        |                                        |  |  |  |  |  |  |  |  |  |  |  |  |  |  |  |  |  |  |  |  |  |  |  |  |  |  |  |  |  |  |  |  |  |  |  |  |
|                                                                                   |                                                                                   |                                                                                   |                                                                                   |                                                                                   |                                                                                   |                                    |                                    | Friedrich I. (König in Preußen)                                       | Friedrich I. (König in Preußen)                                       | Friedrich I. (König in Preußen)                                       | Friedrich I. (König in Preußen)                                       | Friedrich I. (König in Preußen)                                       | Friedrich I. (König in Preußen)                                       |                                   |                                   | Sophie Charlotte (Königin in Preußen)                 | Sophie Charlotte (Königin in Preußen)                 | Sophie Charlotte (Königin in Preußen)                 | Sophie Charlotte (Königin in Preußen)                 | Sophie Charlotte (Königin in Preußen)                 | Sophie Charlotte (Königin in Preußen)                 |                                |                                | Georg I. (König von Großbritannien)                                        | Georg I. (König von Großbritannien)                                        | Georg I. (König von Großbritannien)                                        | Georg I. (König von Großbritannien)                                        | Georg I. (König von Großbritannien)                                        | Georg I. (König von Großbritannien)                                        |                                        |                                        | Sophie Dorothea                                            | Sophie Dorothea                                            | Sophie Dorothea                                            | Sophie Dorothea                                            | Sophie Dorothea                                            | Sophie Dorothea                                            |  |  |                                        |                                        |                                        |                                        |                                        |                                        |  |  |  |  |  |  |  |  |  |  |  |  |  |  |  |  |  |  |  |  |  |  |  |  |  |  |  |  |  |  |  |  |  |  |  |  |
|                                                                                   |                                                                                   |                                                                                   |                                                                                   |                                                                                   |                                                                                   |                                    |                                    | Friedrich I. (König in Preußen)                                       | Friedrich I. (König in Preußen)                                       | Friedrich I. (König in Preußen)                                       | Friedrich I. (König in Preußen)                                       | Friedrich I. (König in Preußen)                                       | Friedrich I. (König in Preußen)                                       |                                   |                                   | Sophie Charlotte (Königin in Preußen)                 | Sophie Charlotte (Königin in Preußen)                 | Sophie Charlotte (Königin in Preußen)                 | Sophie Charlotte (Königin in Preußen)                 | Sophie Charlotte (Königin in Preußen)                 | Sophie Charlotte (Königin in Preußen)                 |                                |                                | Georg I. (König von Großbritannien)                                        | Georg I. (König von Großbritannien)                                        | Georg I. (König von Großbritannien)                                        | Georg I. (König von Großbritannien)                                        | Georg I. (König von Großbritannien)                                        | Georg I. (König von Großbritannien)                                        |                                        |                                        | Sophie Dorothea                                            | Sophie Dorothea                                            | Sophie Dorothea                                            | Sophie Dorothea                                            | Sophie Dorothea                                            | Sophie Dorothea                                            |  |  |                                        |                                        |                                        |                                        |                                        |                                        |  |  |  |  |  |  |  |  |  |  |  |  |  |  |  |  |  |  |  |  |  |  |  |  |  |  |  |  |  |  |  |  |  |  |  |  |
|                                                                                   |                                                                                   |                                                                                   |                                                                                   |                                                                                   |                                                                                   |                                    |                                    |                                                                       |                                                                       |                                                                       |                                                                       |                                                                       |                                                                       |                                   |                                   |                                                       |                                                       |                                                       |                                                       |                                                       |                                                       |                                |                                |                                                                            |                                                                            |                                                                            |                                                                            |                                                                            |                                                                            |                                        |                                        |                                                            |                                                            |                                                            |                                                            |                                                            |                                                            |  |  |                                        |                                        |                                        |                                        |                                        |                                        |  |  |  |  |  |  |  |  |  |  |  |  |  |  |  |  |  |  |  |  |  |  |  |  |  |  |  |  |  |  |  |  |  |  |  |  |
|                                                                                   |                                                                                   |                                                                                   |                                                                                   |                                                                                   |                                                                                   |                                    |                                    |                                                                       |                                                                       |                                                                       |                                                                       |                                                                       |                                                                       |                                   |                                   |                                                       |                                                       |                                                       |                                                       |                                                       |                                                       |                                |                                |                                                                            |                                                                            |                                                                            |                                                                            |                                                                            |                                                                            |                                        |                                        |                                                            |                                                            |                                                            |                                                            |                                                            |                                                            |  |  |                                        |                                        |                                        |                                        |                                        |                                        |  |  |  |  |  |  |  |  |  |  |  |  |  |  |  |  |  |  |  |  |  |  |  |  |  |  |  |  |  |  |  |  |  |  |  |  |
|                                                                                   |                                                                                   |                                                                                   |                                                                                   |                                                                                   |                                                                                   |                                    |                                    |                                                                       |                                                                       |                                                                       |                                                                       |                                                                       |                                                                       |                                   |                                   | Friedrich Wilhelm I. (König in Preußen)               | Friedrich Wilhelm I. (König in Preußen)               | Friedrich Wilhelm I. (König in Preußen)               | Friedrich Wilhelm I. (König in Preußen)               | Friedrich Wilhelm I. (König in Preußen)               | Friedrich Wilhelm I. (König in Preußen)               |                                |                                | Sophie Dorothea (Königin in Preußen)                                       | Sophie Dorothea (Königin in Preußen)                                       | Sophie Dorothea (Königin in Preußen)                                       | Sophie Dorothea (Königin in Preußen)                                       | Sophie Dorothea (Königin in Preußen)                                       | Sophie Dorothea (Königin in Preußen)                                       |                                        |                                        |                                                            |                                                            |                                                            |                                                            |                                                            |                                                            |  |  |                                        |                                        |                                        |                                        |                                        |                                        |  |  |  |  |  |  |  |  |  |  |  |  |  |  |  |  |  |  |  |  |  |  |  |  |  |  |  |  |  |  |  |  |  |  |  |  |
|                                                                                   |                                                                                   |                                                                                   |                                                                                   |                                                                                   |                                                                                   |                                    |                                    |                                                                       |                                                                       |                                                                       |                                                                       |                                                                       |                                                                       |                                   |                                   | Friedrich Wilhelm I. (König in Preußen)               | Friedrich Wilhelm I. (König in Preußen)               | Friedrich Wilhelm I. (König in Preußen)               | Friedrich Wilhelm I. (König in Preußen)               | Friedrich Wilhelm I. (König in Preußen)               | Friedrich Wilhelm I. (König in Preußen)               |                                |                                | Sophie Dorothea (Königin in Preußen)                                       | Sophie Dorothea (Königin in Preußen)                                       | Sophie Dorothea (Königin in Preußen)                                       | Sophie Dorothea (Königin in Preußen)                                       | Sophie Dorothea (Königin in Preußen)                                       | Sophie Dorothea (Königin in Preußen)                                       |                                        |                                        |                                                            |                                                            |                                                            |                                                            |                                                            |                                                            |  |  |                                        |                                        |                                        |                                        |                                        |                                        |  |  |  |  |  |  |  |  |  |  |  |  |  |  |  |  |  |  |  |  |  |  |  |  |  |  |  |  |  |  |  |  |  |  |  |  |
|                                                                                   |                                                                                   |                                                                                   |                                                                                   |                                                                                   |                                                                                   |                                    |                                    |                                                                       |                                                                       |                                                                       |                                                                       |                                                                       |                                                                       |                                   |                                   |                                                       |                                                       |                                                       |                                                       |                                                       |                                                       |                                |                                |                                                                            |                                                                            |                                                                            |                                                                            |                                                                            |                                                                            |                                        |                                        |                                                            |                                                            |                                                            |                                                            |                                                            |                                                            |  |  |                                        |                                        |                                        |                                        |                                        |                                        |  |  |  |  |  |  |  |  |  |  |  |  |  |  |  |  |  |  |  |  |  |  |  |  |  |  |  |  |  |  |  |  |  |  |  |  |
|                                                                                   |                                                                                   |                                                                                   |                                                                                   |                                                                                   |                                                                                   |                                    |                                    |                                                                       |                                                                       |                                                                       |                                                                       |                                                                       |                                                                       |                                   |                                   |                                                       |                                                       |                                                       |                                                       |                                                       |                                                       |                                |                                |                                                                            |                                                                            |                                                                            |                                                                            |                                                                            |                                                                            |                                        |                                        |                                                            |                                                            |                                                            |                                                            |                                                            |                                                            |  |  |                                        |                                        |                                        |                                        |                                        |                                        |  |  |  |  |  |  |  |  |  |  |  |  |  |  |  |  |  |  |  |  |  |  |  |  |  |  |  |  |  |  |  |  |  |  |  |  |
| Wilhelmine (Markgräfin von Brandenburg-Bayreuth)                                  | Wilhelmine (Markgräfin von Brandenburg-Bayreuth)                                  | Wilhelmine (Markgräfin von Brandenburg-Bayreuth)                                  | Wilhelmine (Markgräfin von Brandenburg-Bayreuth)                                  | Wilhelmine (Markgräfin von Brandenburg-Bayreuth)                                  | Wilhelmine (Markgräfin von Brandenburg-Bayreuth)                                  |                                    |                                    | Friedrich II. (König von Preußen)                                     | Friedrich II. (König von Preußen)                                     | Friedrich II. (König von Preußen)                                     | Friedrich II. (König von Preußen)                                     | Friedrich II. (König von Preußen)                                     | Friedrich II. (König von Preußen)                                     |                                   |                                   | Friederike Luise (Markgräfin von Brandenburg-Ansbach) | Friederike Luise (Markgräfin von Brandenburg-Ansbach) | Friederike Luise (Markgräfin von Brandenburg-Ansbach) | Friederike Luise (Markgräfin von Brandenburg-Ansbach) | Friederike Luise (Markgräfin von Brandenburg-Ansbach) | Friederike Luise (Markgräfin von Brandenburg-Ansbach) |                                |                                | Philippine Charlotte (Fürstin von Braunschweig-Wolfenbüttel)               | Philippine Charlotte (Fürstin von Braunschweig-Wolfenbüttel)               | Philippine Charlotte (Fürstin von Braunschweig-Wolfenbüttel)               | Philippine Charlotte (Fürstin von Braunschweig-Wolfenbüttel)               | Philippine Charlotte (Fürstin von Braunschweig-Wolfenbüttel)               | Philippine Charlotte (Fürstin von Braunschweig-Wolfenbüttel)               |                                        |                                        | Sophie Dorothea Marie (Markgräfin von Brandenburg-Schwedt) | Sophie Dorothea Marie (Markgräfin von Brandenburg-Schwedt) | Sophie Dorothea Marie (Markgräfin von Brandenburg-Schwedt) | Sophie Dorothea Marie (Markgräfin von Brandenburg-Schwedt) | Sophie Dorothea Marie (Markgräfin von Brandenburg-Schwedt) | Sophie Dorothea Marie (Markgräfin von Brandenburg-Schwedt) |  |  | Luise Ulrike (Königin von Schweden)    | Luise Ulrike (Königin von Schweden)    | Luise Ulrike (Königin von Schweden)    | Luise Ulrike (Königin von Schweden)    | Luise Ulrike (Königin von Schweden)    | Luise Ulrike (Königin von Schweden)    |  |  |  |  |  |  |  |  |  |  |  |  |  |  |  |  |  |  |  |  |  |  |  |  |  |  |  |  |  |  |  |  |  |  |  |  |
| Wilhelmine (Markgräfin von Brandenburg-Bayreuth)                                  | Wilhelmine (Markgräfin von Brandenburg-Bayreuth)                                  | Wilhelmine (Markgräfin von Brandenburg-Bayreuth)                                  | Wilhelmine (Markgräfin von Brandenburg-Bayreuth)                                  | Wilhelmine (Markgräfin von Brandenburg-Bayreuth)                                  | Wilhelmine (Markgräfin von Brandenburg-Bayreuth)                                  |                                    |                                    | Friedrich II. (König von Preußen)                                     | Friedrich II. (König von Preußen)                                     | Friedrich II. (König von Preußen)                                     | Friedrich II. (König von Preußen)                                     | Friedrich II. (König von Preußen)                                     | Friedrich II. (König von Preußen)                                     |                                   |                                   | Friederike Luise (Markgräfin von Brandenburg-Ansbach) | Friederike Luise (Markgräfin von Brandenburg-Ansbach) | Friederike Luise (Markgräfin von Brandenburg-Ansbach) | Friederike Luise (Markgräfin von Brandenburg-Ansbach) | Friederike Luise (Markgräfin von Brandenburg-Ansbach) | Friederike Luise (Markgräfin von Brandenburg-Ansbach) |                                |                                | Philippine Charlotte (Fürstin von Braunschweig-Wolfenbüttel)               | Philippine Charlotte (Fürstin von Braunschweig-Wolfenbüttel)               | Philippine Charlotte (Fürstin von Braunschweig-Wolfenbüttel)               | Philippine Charlotte (Fürstin von Braunschweig-Wolfenbüttel)               | Philippine Charlotte (Fürstin von Braunschweig-Wolfenbüttel)               | Philippine Charlotte (Fürstin von Braunschweig-Wolfenbüttel)               |                                        |                                        | Sophie Dorothea Marie (Markgräfin von Brandenburg-Schwedt) | Sophie Dorothea Marie (Markgräfin von Brandenburg-Schwedt) | Sophie Dorothea Marie (Markgräfin von Brandenburg-Schwedt) | Sophie Dorothea Marie (Markgräfin von Brandenburg-Schwedt) | Sophie Dorothea Marie (Markgräfin von Brandenburg-Schwedt) | Sophie Dorothea Marie (Markgräfin von Brandenburg-Schwedt) |  |  | Luise Ulrike (Königin von Schweden)    | Luise Ulrike (Königin von Schweden)    | Luise Ulrike (Königin von Schweden)    | Luise Ulrike (Königin von Schweden)    | Luise Ulrike (Königin von Schweden)    | Luise Ulrike (Königin von Schweden)    |  |  |  |  |  |  |  |  |  |  |  |  |  |  |  |  |  |  |  |  |  |  |  |  |  |  |  |  |  |  |  |  |  |  |  |  |
|                                                                                   |                                                                                   |                                                                                   |                                                                                   | August Wilhelm (Prinz von Preußen)                                                | August Wilhelm (Prinz von Preußen)                                                | August Wilhelm (Prinz von Preußen) | August Wilhelm (Prinz von Preußen) | August Wilhelm (Prinz von Preußen)                                    | August Wilhelm (Prinz von Preußen)                                    |                                                                       |                                                                       | Amalie (Äbtissin von Quedlinburg)                                     | Amalie (Äbtissin von Quedlinburg)                                     | Amalie (Äbtissin von Quedlinburg) | Amalie (Äbtissin von Quedlinburg) | Amalie (Äbtissin von Quedlinburg)                     | Amalie (Äbtissin von Quedlinburg)                     |                                                       |                                                       | Heinrich (preußischer General)                        | Heinrich (preußischer General)                        | Heinrich (preußischer General) | Heinrich (preußischer General) | Heinrich (preußischer General)                                             | Heinrich (preußischer General)                                             |                                                                            |                                                                            | August Ferdinand (preußischer General)                                     | August Ferdinand (preußischer General)                                     | August Ferdinand (preußischer General) | August Ferdinand (preußischer General) | August Ferdinand (preußischer General)                     | August Ferdinand (preußischer General)                     |                                                            |                                                            |                                                            |                                                            |  |  |                                        |                                        |                                        |                                        |                                        |                                        |  |  |  |  |  |  |  |  |  |  |  |  |  |  |  |  |  |  |  |  |  |  |  |  |  |  |  |  |  |  |  |  |  |  |  |  |